# كلود فورنير
كلود فورنير هو مصور سينمائي وكاتب سيناريو ومخرج كندي، ولد في 23 يوليو 1931 في واترلو ‏ في كندا.

## وصلات خارجية
- كلود فورنير على موقع IMDb (الإنجليزية)
- كلود فورنير على موقع ألو سيني (الفرنسية)
- كلود فورنير على موقع أول موفي (الإنجليزية)
- كلود فورنير على موقع قاعدة بيانات الأفلام السويدية (السويدية)
- كلود فورنير على موقع قاعدة بيانات الفيلم (الإنجليزية)
- كلود فورنير على موقع كينوبويسك (الروسية)